# Sövde församling
Sövde församling var en församling i Lunds stift och i Sjöbo kommun. Församlingen uppgick 2006 i Blentarps församling.

## Administrativ historik
Församlingen har medeltida ursprung.
Församlingen utgjorde före 1555 ett eget pastorat för att därefter till 2006 vara moderförsamling i pastoratet Sövde och Blentarp som från 1939 även omfattade Everlövs församling. Församlingen uppgick 2006 i Blentarps församling.

## Kyrkor
- Sövde kyrka